# Tia Ciata
Tia Ciata, pseudonimo di Hilária Batista de Almeida (Santo Amaro, 23 aprile 1854 – Rio de Janeiro, 11 aprile 1924), è stata un'imprenditrice e artista brasiliana, è stata una cantante di samba, guaritrice e guida spirituale nella comunità afro-brasiliana di Rio de Janeiro, conosciuta come una delle personalità più influenti nella diffusione della samba.
Nella sua casa in Praça Onze, a Rio de Janeiro, dove si incontravano i cantanti di samba, fu realizzato il primo samba registrato su disco.

## Biografia
Nacque a Santo Amaro, Bahia, e fu iniziata al Candomblé in Salvador da Bangboshe Obitikô (Rodolfo Martins de Andrade). Era una devota della divinità Oshun e divenne l'yakekerê, o il secondo leader più importante, nel terreiro di João Alabá a Rio de Janeiro. "Ciata", il nome con cui è conosciuta oggi, è una variante del nome arabo Aycha; era un nome femminile comune tra la comunità musulmana della Guinea portoghese che precedentemente risiedeva a Rio de Janeiro.
Tia Ciata arrivò a Rio de Janeiro nel 1876 all'età di 22 anni e lavorò come venditrice presso una bancarella di cibo. Viveva in Rua Visconde de Itauna, nel quartiere di Praça Onze (oggi Cidade Nova), una zona che divenne nota come "Pequena África", Piccola Africa. Fu qui che Tia Ciata divenne una delle principali progenitrici della cultura afro-brasiliana delle prime favelas di Rio de Janeiro. Musicisti, compositori e ballerini di samba si riunivano regolarmente a casa sua, tanto che la sua residenza viene considerata uno dei luoghi di nascita di questo genere musicale.
La samba si è evoluta nel cortile di Ciata che divenne un centro culturale di tendenza, dove nuovi compositori e canzoni di samba potevano trovare popolarità prima dell'esistenza della radio in Brasile. In quel cortile si incontravano i futuri giganti del genere tra cui Pixinguinha, João da Baiana e Heitor dos Prazeres. Nella residenza fu anche realizzata la prima registrazione di samba, Pelo Telefone, una composizione di Donga (Ernesto Joaquim Maria dos Santos) e Mauro de Almeida. Come Tia Ciata, il cantante dei Pelo Telefone era di Santo Amaro, Bahia. La polizia perseguitò i musicisti neri e i praticanti delle religioni afro-brasiliane, nonostante le libertà individuali promesse dalla costituzione del 1891. 
Ciata divenne astuta nell'evitare la repressione. Una vera festa di samba richiederebbe necessariamente la presenza dei tamburi, da sempre associati negativamente ai culti religiosi afrobrasiliani. Quindi Ciata avrebbe saggiamente collocato i musicisti di samba nei cortili, presumibilmente la parte più nascosta e sicura della casa. Nell'atrio, lo spazio più visibile e udibile della casa, strumentisti di ottoni e archi suonavano musica 'choro', considerata più erudita e difficilmente collegata a qualcosa di simile alla 'magia nera'. Quando arrivava la polizia, Ciata diceva che stava organizzando un raduno 'choro' e normalmente le cose sarebbero andate bene per il resto della notte. Come praticante della religione afro-brasiliana del Candomblé, era molto rispettata per la sua saggezza spirituale. Quando il presidente Venceslau Brás (1914-1918) cercò una cura per un'infezione cronica alle gambe che nessun medico era in grado di curare, un consigliere gli consigliò i trattamenti erboristici di Ciata.
Tia Ciata morì all'età di 70 anni il 10 aprile 1924, nella città di Rio de Janeiro; fu sepolta nel cimitero di São Francisco Xavier, nel quartiere Cajú.

## Vita privata
Si sposò João Baptista da Silva, un funzionario pubblico dal quale ebbe 14 figli. Il marito morì il 13 luglio 1907, epoca in cui Tia Ciata era già considerata un'autorità e una star della scena del samba a Rio de Janeiro. Godeva di un rispetto e di una popolarità molto maggiori di qualsiasi figura nera dell'epoca. Tutto l'anno, durante il Carnevale, viene allestito un tendone in suo onore in Praça Onze, da cui escono le marchinhas, che diventeranno famose durante il carnevale cittadino.
Ciata dovette lavorare come cuoca per mantenere i suoi figli. Vestita con turbanti in testa e voluminosi abiti bianchi, fu una "pioniera" del movimento delle "zie baiane" che vendevano verdure a Rio. Attraverso mandinga e vassoi colmi di torte, prelibatezze e noci di cocco, il servizio delle zie mercanti era fondamentale per garantire il mantenimento della cultura popolare portata da Bahia e dei riti della tradizione africana, oltre alla sussistenza delle loro famiglie.